# Финал Кубка Англии по футболу 1939
Финал Кубка Англии по футболу 1939 года (англ. 1939 FA Cup Final) стал 64-м финалом Кубка Англии, старейшего футбольного турнира в мире. Матч состоялся 29 апреля 1939 год на стадионе «Уэмбли». В нём приняли участие футбольные клубы «Портсмут» и «Вулверхэмптон Уондерерс». Игра закончилась со счётом 4:1 в пользу «Портсмута». Голы за «Портсмут» забили Берт Барлоу, Джон Андерсон и Клифф Паркер (дважды). Единственный гол за «Вулверхэмптон Уондерерс» забил Дики Дорсетт.
Во время Второй мировой войны Кубок Англии не разыгрывался. Таким образом, «Портсмут» дольше всех являлся обладателем этого трофея. Следующий финал Кубка состоялся в 1946 году, спустя семь лет.
Перед игрой «волки» считались фаворитами. За пять игр в Кубке Англии они забили 19 голов и завоевали серебряные медали чемпионата Англии. «Портсмут» весь сезон боролся за выживание и занял 17-е место.
Капитан «Портсмута» Джимми Гатри получил кубок из рук Короля Великобритании Георга VI. Главный тренер «Портсмута» Джек Тинн сказал после матча, что его команда выиграла благодаря своим «счастливым гамашам» (lucky spats).
На сегодня в живых не осталось ни одного участника того финала. Последний из игроков — Томми Роув из «Портсмута» — умер 9 мая 2006 года в возрасте 92 лет.

## Обзор матча
На 29-й минуте матча игрок «Портсмута» Берт Барлоу открыл счёт ударом из пределов штрафной площади. После забитого гола «Портсмут» продолжал атаковать, и на 43-й минуте Джон Андерсон забил второй гол.
Сразу после перерыва «Портсмут» забил третий гол. После удара вратарь «Вулверхэмптона» Алекс Скотт не зафиксировал мяч и Клифф Паркер протолкнул мяч в ворота под рукой вратаря. «Вулверхэмптон» бросился отыгрываться и на 54-й минуте Дики Дорсетт отыграл один мяч. Однако на 71-й минуте после прохода Фреда Уорралла Паркер с близкого расстояния забил свой второй гол и снял все вопросы о победителе.

## Отчёт о матче
| Портсмут                                   | 4:1     | Вулверхэмптон Уондерерс |
| ------------------------------------------ | ------- | ----------------------- |
| Барлоу 29′ · Андерсон 43′ · Паркер 46′ 71′ | (отчёт) | Дорсетт 54′             |

| Портсмут | Вулверхэмптон Уондерерс |

| Портсмут:       |    |                   |
|                 |    |                   |
|                 | 1  | Гарри Уокер       |
|                 | 2  | Лью Морган        |
|                 | 3  | Билл Рочфорд      |
|                 | 4  | Джимми Гатри (к)  |
|                 | 5  | Томми Роув        |
|                 | 6  | Гай Уортон        |
|                 | 7  | Фред Уорралл      |
|                 | 8  | Джимми Макалинден |
|                 | 9  | Джон Андерсон     |
|                 | 10 | Берт Барлоу       |
|                 | 11 | Клифф Паркер      |
| Главный тренер: |    |                   |
| Джек Тинн       |    |                   |

| Вулверхэмптон Уондерерс: |    |                 |
|                          |    |                 |
|                          | 1  | Алекс Скотт     |
|                          | 2  | Билл Моррис     |
|                          | 3  | Фрэнк Тейлор    |
|                          | 4  | Том Гэлли       |
|                          | 5  | Стэн Каллис (к) |
|                          | 6  | Джо Гардинер    |
|                          | 7  | Стэн Бертон     |
|                          | 8  | Алекс Макинтош  |
|                          | 9  | Деннис Уэсткотт |
|                          | 10 | Дики Дорсетт    |
|                          | 11 | Тедди Магуайр   |
| Главный тренер:          |    |                 |
| Майор Фрэнк Бакли        |    |                 |

| Регламент матча - 90 минут основного времени. - 30 минут овертайма в случае необходимости. - Переигровка матча в случае ничейного исхода. |

## Путь к финалу
| Третий раунд: Портсмут 4:0 Линкольн Сити Четвёртый раунд: Портсмут 2:0 Вест Бромвич Альбион Пятый раунд: Портсмут 2:0 Вест Хэм Юнайтед Шестой раунд: Портсмут 1:0 Престон Норт Энд Полуфинал: Портсмут 2:1 Хаддерсфилд Таун (на «Хайбери») | Третий раунд: Вулверхэмптон Уондерерс 3:1 Брэдфорд Парк Авеню Четвёртый раунд: Вулверхэмптон Уондерерс 5:1 Лестер Сити Пятый раунд: Вулверхэмптон Уондерерс 4:1 Ливерпуль Шестой раунд: Вулверхэмптон Уондерерс 2:0 Эвертон Полуфинал: Вулверхэмптон Уондерерс 5:0 Гримсби Таун (на «Олд Траффорд») |